# رايموند إف. شاندلير
رايموند إف. شاندلير (بالإنجليزية: Raymond F. Chandler)‏ هو عسكري أمريكي، (ولد في ويتير في الولايات المتحدة 1962  م).